# Капитолий штата Гавайи
Капитолий штата Гавайи (англ. Hawaii State Capitol) — административное здание, расположенное в Историческом районе столицы Гавайев, городе Гонолулу. В нём проводят свои заседания обе палаты легислатуры штата — Сенат и Палата представителей.

## Архитектура
Архитектура Капитолия штата Гавайи представляет собой американскую адаптацию стиля, который принято называть гавайской архитектурой. Здание было спроектировано и построено компаниями «Belt, Lemmon & Lo» и «John Carl Warnecke & Associates». В отличие от Капитолиев других штатов, которые в большинстве своём похожи на Капитолий США, Капитолий Гавайев символизирует природные особенности островов, среди которых:

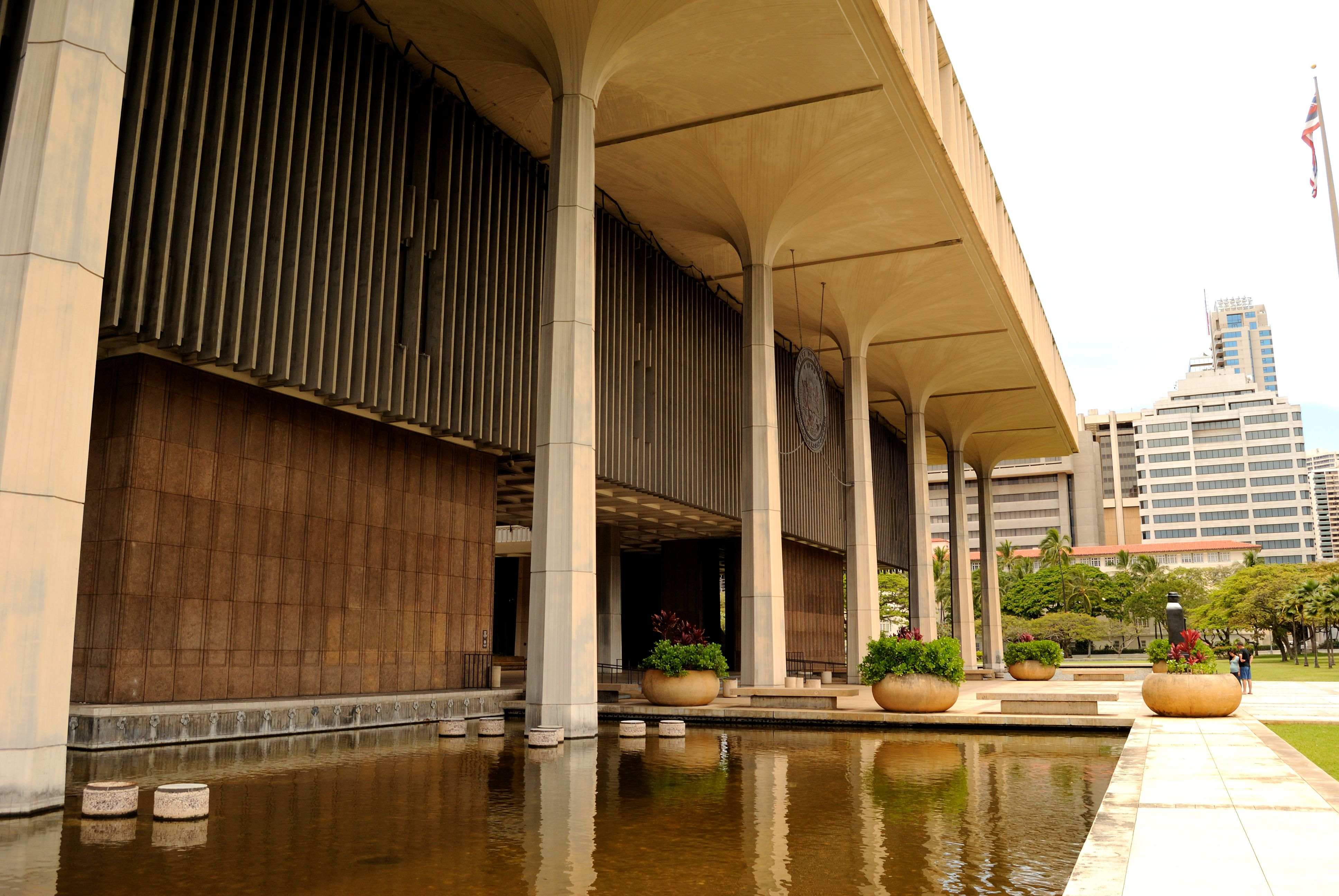
Бассейн у стен Капитолия Гавайев

- здание окружено бассейном, который символизирует Тихий океан;
- два зала палат легислатуры имеют конусообразную форму, символизируя вулканы, который сформировали острова;
- по обе стороны от здания расположены восемь колонн, символизирующих восемь основных островов Гавайев;
- четыре лумбанга, расположенные перед фасадом, олицетворяют четыре округа штата.

### Загрязнение бассейна
С момента возведения Капитолия в 1969 году постоянной проблемой является рост сине-зелёных водорослей в окружающем его бассейне. Попытками решить эту проблему в разное время были разведение в нём тиляпий и озонирование воды. В настоящее время очистка производится вручную с применением различных коагулянтов. Некоторые сотрудники Капитолия иронично сравнивают загрязнение бассейна с загрязнением Тихого океана, который он символизирует.